# De Bruil
De Bruil est une localité des Pays-Bas rattachée à la commune de Berkelland.